# Anadenobolus laticollis
Anadenobolus laticollis är en mångfotingart som först beskrevs av Loomis 1934.  Anadenobolus laticollis ingår i släktet Anadenobolus och familjen Rhinocricidae. Inga underarter finns listade i Catalogue of Life.